# The Hired Man
The Hired Man is een Amerikaanse filmkomedie uit 1918 onder regie van Victor Schertzinger. Destijds werd de film in Nederland uitgebracht onder de titel De boerenlummel.

## Verhaal
Ezry Hollins werkt als dagloner op de boerderij van de familie Endicott. Hij is verliefd op hun dochter Ruth en hij wil naar de universiteit gaan. Ruth helpt Ezry bij zijn studie. Wanneer hij genoeg voor heeft gespaard, blijkt dat de broer van Ruth geld heeft gestolen van de bank. Ezry helpt hem uit de nood door de gestolen som met zijn studiegeld te betalen. Als Ezry en Ruth samen dansen op een bal, wordt het stel verklikt door een jaloerse aanbidder van Ruth. De vader van Ruth stuurt Ezry de laan uit, maar hij neemt hem weer in dienst, als hij hem redt tijdens een brand.

## Rolverdeling
| Acteur            | Personage        |
| ----------------- | ---------------- |
| Charles Ray       | Ezry Hollins     |
| Charles K. French | Caleb Endicott   |
| Robert Gordon     | Walter Endicott  |
| Doris May         | Ruth Endicott    |
| Lydia Knott       | Mevrouw Endicott |
| William Fairbanks | Stuart Morley    |